# Tasos

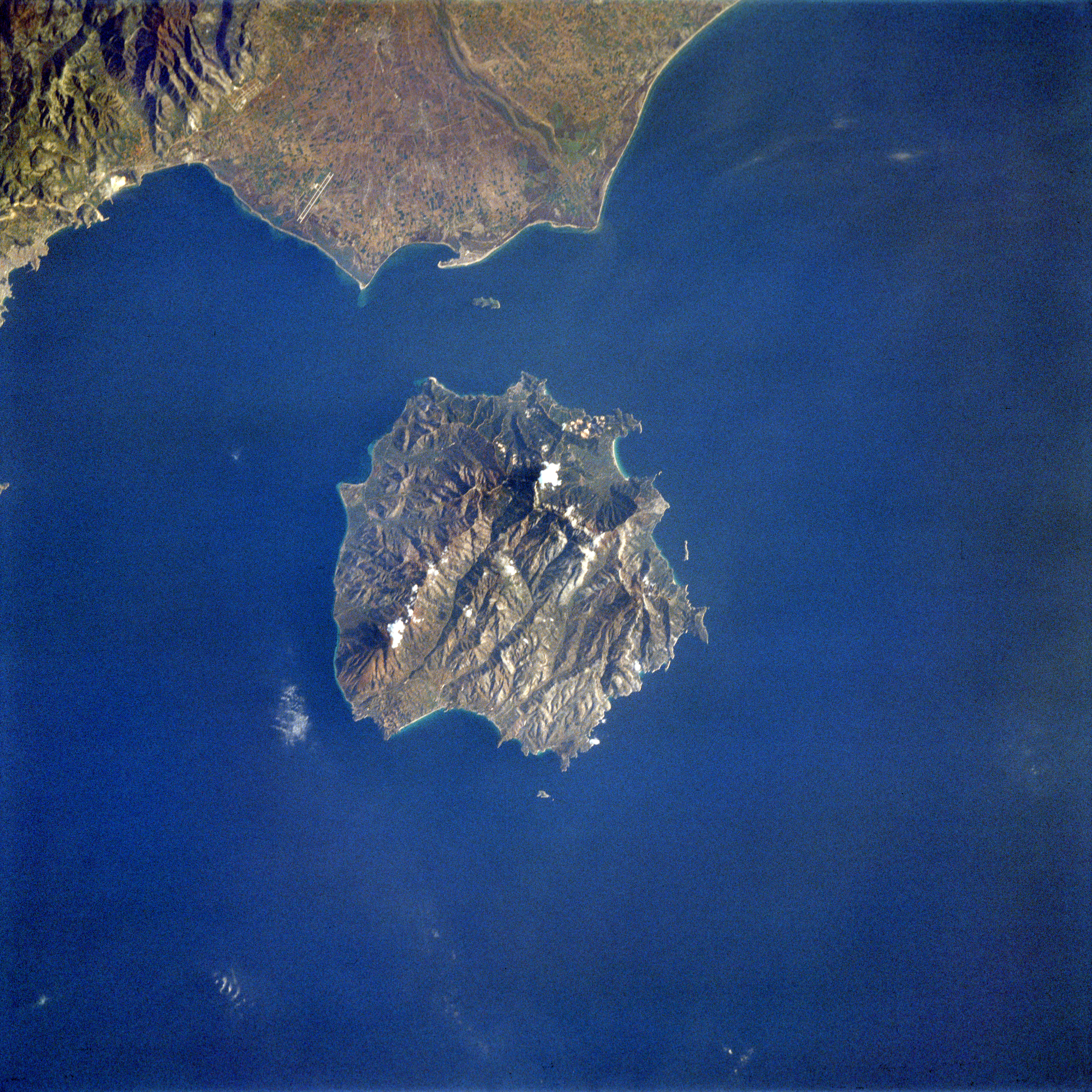
Zdjęcie satelitarne wyspy

Tasos, Thasos, Thassos, używane jest również polskie Tazos (gr. Θάσος, Thásos (trl.), Tasos (trb.)) – grecka wyspa na północy Morza Egejskiego, położona w odległości 8 km od wybrzeża Tracji. Z powierzchnią 390 km² jest dziewiątą co do wielkości wyspą Grecji. Najwyższy jej szczyt to góra Ipsarion o wysokości 1204 m n.p.m. Wokół głównej wyspy położone są trzy wysepki: Tasopulo na północy, Kinira na wschodzie i Panajia na południu. Wyspy współtworzą gminę Tasos i jednostkę regionalną Tasos, w regionie Macedonia Wschodnia i Tracja, w administracji zdecentralizowanej Macedonia-Tracja. Administracyjną stolicą jest miejscowość Tasos, potocznie zwana Limenas.
Całkowita liczba mieszkańców wynosi około 13 765, w tym mieszkańców stolicy: 3234 (stan na 2011 rok). 

## Historia

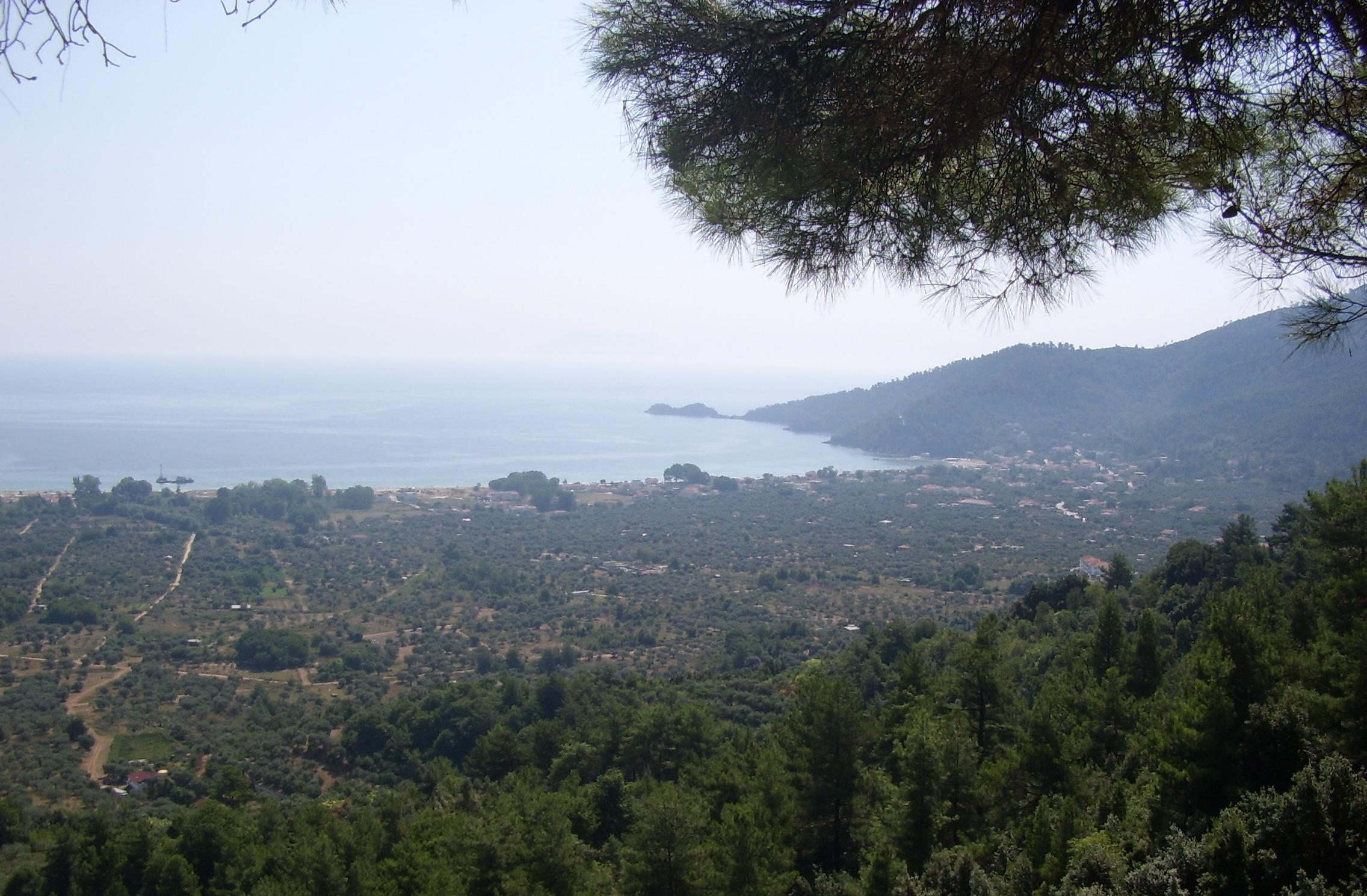
Krajobraz Thasos

Wyspa została skolonizowana przez Fenicjan skuszonych występowaniem złota. Założyli oni świątynię Heraklesa, która istniała jeszcze za czasów Herodota. Wedle legendy, Thasus, syn feniksa był wodzem Fenicjan i nadał nazwę wyspie.
W 720 p.n.e. lub w 708 p.n.e. Thasos została grecką kolonią Paros. Grecy powiększyli swe władztwo na kontynencie, gdzie zawładnęli kopalniami złota, cenniejszymi niż te które znajdowały się na wyspie. Z tych źródeł mieszkańcy Thasos czerpali swe bogactwo. Herodot, który odwiedził wyspę, powiedział, że najlepszymi kopalniami na wyspie są te otwarte przez Fenicjan naprzeciw Samotraki.
Wyspa ta wsławiła się podczas powstania jońskiego przeciwko Persji. Po zdobyciu Miletu Histiajos, joński przywódca rozpoczął oblężenie Thasos. Atak okazał się nieskuteczny. Ostrzeżeni mieszkańcy wyspy swe dochody wykorzystali na wybudowanie floty statków wojennych i wzmocnienie fortyfikacji. Działania te wzbudziły podejrzenie Persów. Dariusz I zmusił mieszkańców do poddania statków i zniszczenie obwarowań. Po pokonaniu Kserksesa I Thasos dołączyło do Związku Delijskiego. Jednak z powodu sprzeczek o kopalnie i miejsca handlu na lądzie, Thasos zbuntowała się. 
Ateńczycy pobili mieszkańców wyspy na morzu i po dwuletnim oblężeniu zdobyli stolicę (prawdopodobnie w 463 p.n.e.). Mieszkańcy Thasos zostali zmuszeni do oddania swych okrętów, zniszczenia fortyfikacji, zapłaty rekompensaty i do płacenia rocznego trybutu. Co więcej, wyspa musiała zrezygnować ze swych posiadłości na kontynencie. Kolejno panowanie nad wyspą przechodziło z rąk Ateńczyków do Spartan. W 340 p.n.e. wyspę zajął Filip II Macedoński.
W konflikcie pomiędzy Filipem III a Rzymem, Thasos przypadła Filipowi. Po bitwie pod Kynoskefalaj w 197 p.n.e. otrzymała niepodległość z rąk rzymskich. Za czasów Pliniusza Starszego posiadała status wolnego miasta.
Po okresie panowania bizantyjskiego Thasos została zdobyta w 1462 roku przez Turków. Podczas wojen bałkańskich wyspa została wyzwolona przez admirała Pavlosa Kountouriotisa. Od 1914 roku prawnie należy do Grecji.
Na Tasos najlepiej dostać się promem, wypływającym z miasteczka Keramoti (w sezonie kursuje co pół godziny) lub z Kawali.

## Gospodarka i klimat
Thasos jest najbardziej żyzną wyspą Morza Egejskiego. Produkuje zboża, rośliny strączkowe, owoce, miód i wina (obszar Ano Theologos). Wino z Thasos, sławne starożytne „wino tasyjskie", uważane jest do dzisiaj za jedno z najlepszych win Grecji. Pod ziemią występują złoża minerałów: miedź w rejonie Astiru, Thimoni i Theologosa, ołów, srebro i cynk w Limenaria, a żelazo w rejonie Kallirachi. Sławne kopalnie są odkrywkowe, szczególnie te, które znajdują się między Enira i Kinira. Również znana jest obróbka drewna z lasów na potrzeby stoczni, wszystko to dało w czasach starożytnych możliwości wielkiego postępu i rozwoju wyspy. Uważa się, że to bogactwo przyciągnęło tu Fenicjan jako pierwszych osadników. Sławny jest od czasów starożytności do dziś całkowicie biały
```
marmur tasyjski
, nadający się do rzeźbienia, budowy wybitnych pomników i znaczących budowli. Marmur tasyjski użyty został do budowania świątyni Hagia Sofia w Konstantynopolu.
```

Ukształtowanie terenu, gęste lasy i duża ilość wód tworzą warunki do rozwoju turystyki wypoczynkowej. Dzięki tym zaletom w czasach starożytnych wyspa posiadała wiele nazw, podkreślających jej naturalne piękno i rzadkie klimatyczne uwarunkowania jak: „Idoniada", „Odonida", „Idonida" (Rozkoszna), jako udostępniająca radość odwiedzającemu, „Christi" (Złota), „Akti Dimitros", z racji jej bogactw naturalnych, „lerii" (Aeria - Powietrzna), z powodu czystego i świeżego powietrza oraz „Ethria" (Wspaniała), z racji przejrzystego i jasnego horyzontu.

## Atrakcje w regionie
- Limenas – stolica wyspy z malowniczymi uliczkami, morską promenadą i tawernami. Znajduje się tu również Muzeum Archeologiczne i wykopaliska starożytnego Thassos.
- Limenaria – największe miasteczko wyspy szczególnie rozwinięte turystycznie, które posiada Muzeum Etnograficzne i jedno małe Muzeum Papageorgiou.

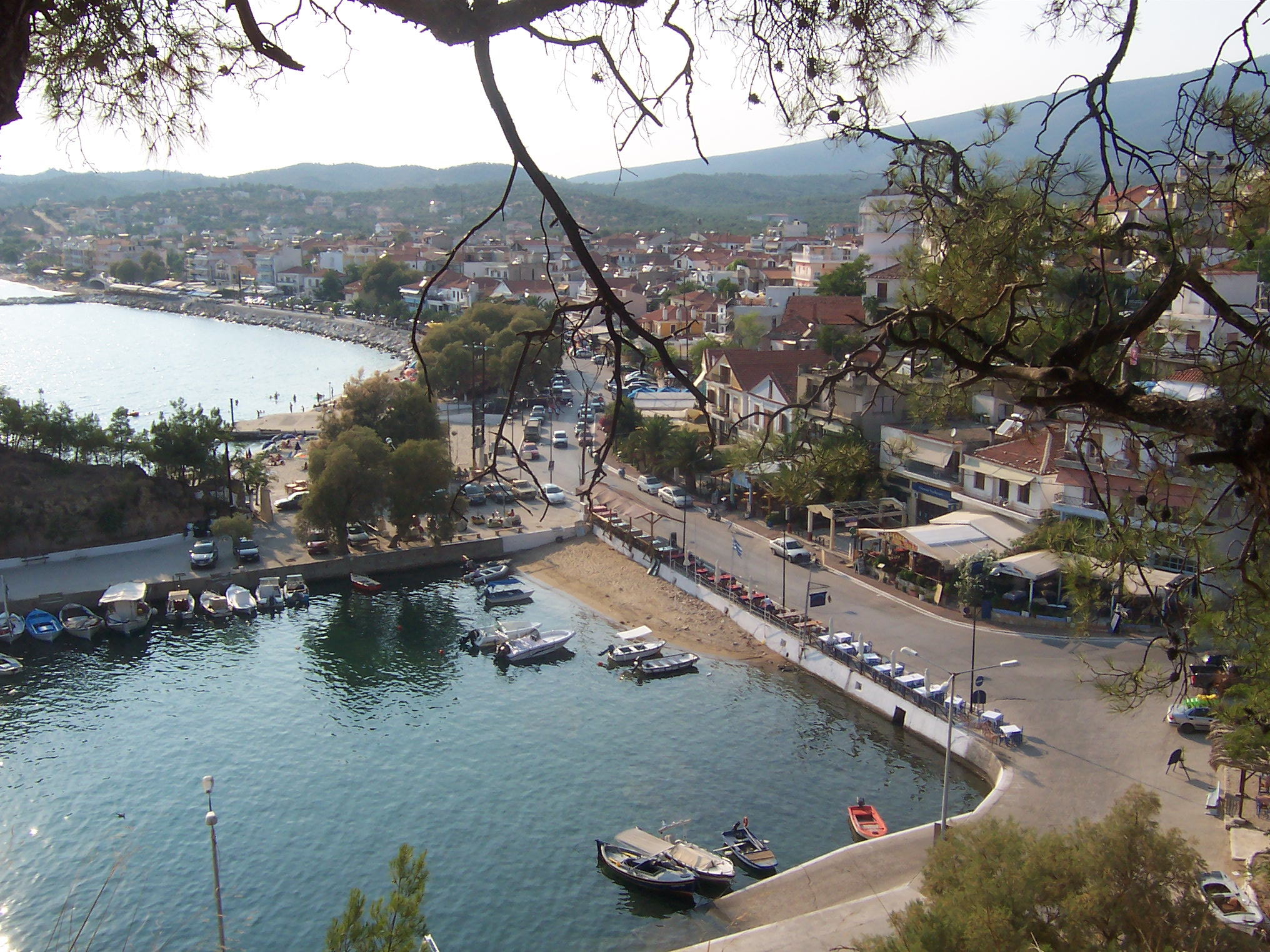
Limenaria

- Klasztor Moni Archangelou czyli klasztor Archanioła Michała, który położony jest kilka kilometrów na zachód od Aliki, bezpośrednio przy drodze ciągnącej się wzdłuż wybrzeża. Przechowywana jest w nim cenna relikwia - gwóźdź, którym przybita była do krzyża prawa ręka Jezusa Chrystusa. Aby wejść do środka wymagany jest odpowiedni strój (kobiety zakryte kolana i ramiona, mężczyźni długie spodnie). Położony jest zjawiskowo na zboczu wzgórza z pięknym widokiem na morze i okolicę. Pod klasztorem znajduje się jaskinia obmywana przez wodę, która według mieszkańców Thassos ma właściwości uzdrawiające.

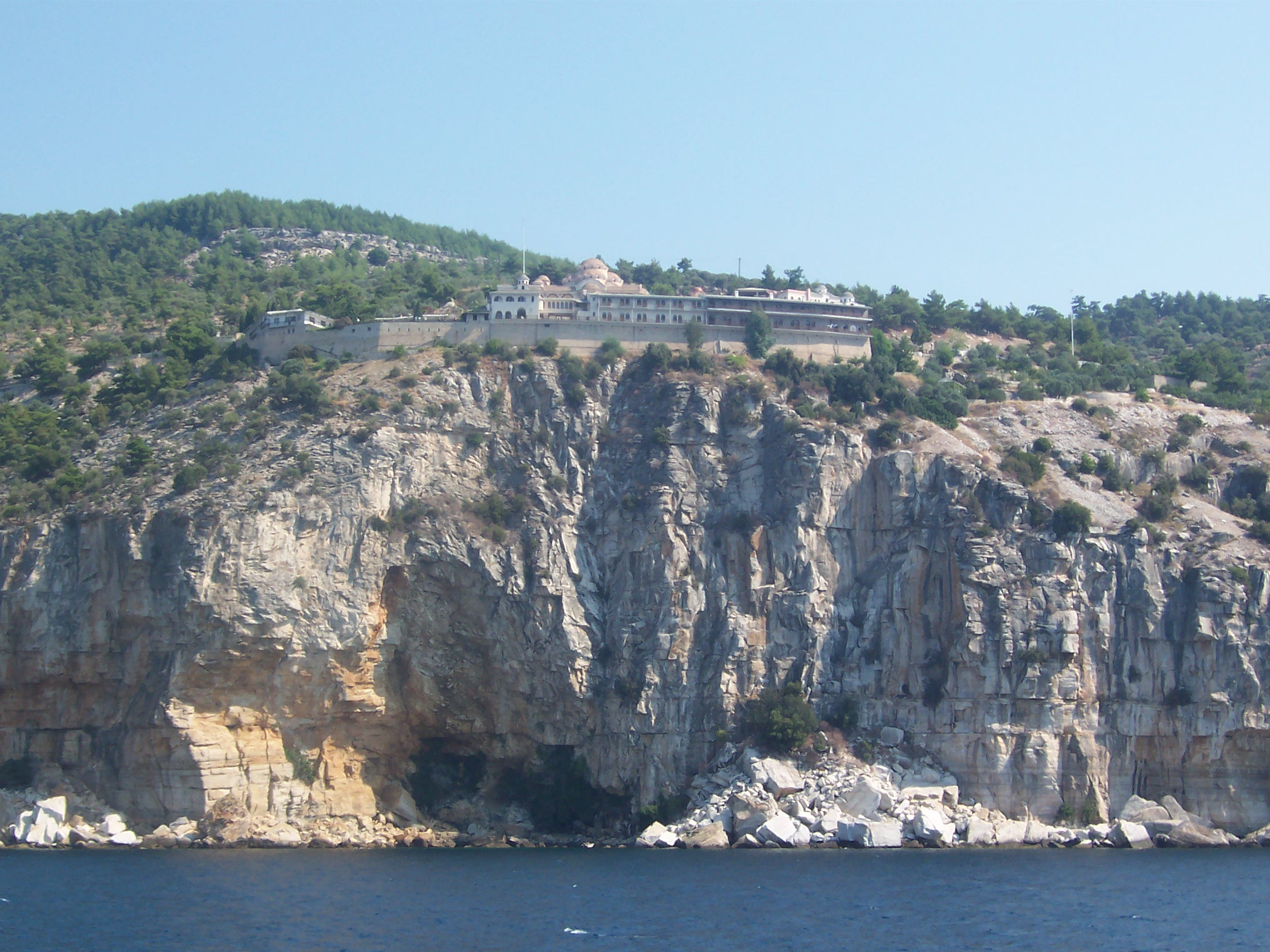
Klasztor Archanioła Michała (Moni Archangelou Michail)

## Transport
Wokół wyspy biegnie wąska asfaltowa droga, która na odcinku Tasos – Limenaria posiada oznaczenie drogi krajowej nr 69. Nie ma obwodnic miejscowości, trasa biegnie przez ich środek z miejscowymi zwężenianami do szerokości jednego pasa.

## Miejscowości
- Aliki
- Astris
- Kallirachi
- Kalyves
- Kastro
- Kanira
- Krini
- Limenaria
- Maries
- Panagia
- Potamia
- Potos
- Prinos
- Rachoni
- Skala Kallirachis
- Skala Maries
- Skala Rachinou
- Skala Sotiros
- Sotiris
- Theologos